# Летњи гороцвет
Летњи гороцвет (лат. Adonis aestivalis) биљка је из рода Adonis, породице Ranunculaceae.

## Етимологија
Назив рода Adonis дат је према божанству пореклом из грчке митологије – богу жита, смрти и поновног рођења. Адониса је убио вепар, а из његове проливене крви никнуо је цвет. Aestivalis значи летњи и односи се на време цветања.

## Опис
Једногодишња биљка, висока 20 – 50 cm. Стабљика је усправна, једноставна или граната, гола или слабо длакава. Доњи листови стабљике су са дршкама, док су горњи седећи, 3 - 4 пута перасто дељени са уско линеарним режњићима. Цветови су појединачни, усправни, 15 – 25 mm у пречнику. Чашичних листића има 5, голи су и светлозелени, широкојајасти, прилегли уз круничне листиће. Круничних листића има 6 - 8 и двоструко су дужи од чашице (10 – 17 mm), црвени су или боје лимуна, а при основи са или без црних мрља. Прашника је много и веома су краћи од крунућних листића. Густо су стиснути, идентично обојени, на вретенастој и јако издуженој цветној ложи. Плодови су дугачки 5 – 6 mm, голи, набрани, са 2 зупца испод стрчећег, и при основи нешто савијеног, дугачког зеленог кљуна. Време цветања је од маја до јула.

## Распрострањење и станиште
Аутохтона биљка на простору Европе, изузев на крајњем северу. У Северној Америци се сматра унешеном али удомаћеном. Припада субсредњоевропском флорном елементу. Може се наћи на ораницама, орницама жита, на ивицама ливада. Најчешће се налази на 200 – 500 m надморске висине, мада је забележена и на нижим и вишим локалитетима.

## Употреба
Цела биљка је отровна. У народној медицини се користила за проблеме са срцем. Забележени су случајеви тровања и помора домаћих животиња, нарочито коња и оваца. Могућа је случајна контаминација сена за исхрану стоке.